# Payette
Payette é uma cidade localizada no estado americano de Idaho, no Condado de Payette.

## Demografia
Segundo o censo americano de 2000, a sua população era de 7054 habitantes.
Em 2006, foi estimada uma população de 7624, um aumento de 570 (8.1%).

## Geografia
De acordo com o United States Census Bureau tem uma área de
8,8 km², dos quais 8,8 km² cobertos por terra e 0,0 km² cobertos por água. Payette localiza-se a aproximadamente 655 m acima do nível do mar.

## Localidades na vizinhança
O diagrama seguinte representa as localidades num raio de 28 km ao redor de Payette.